# Yaser Kasim
Yaser Safa Qasim Al-Qadefaje (10 de maio de 1991) é um futebolista profissional iraquiano que atua como meia.

## Carreira
Yaser Kasim representou a Seleção Iraquiana de Futebol na Copa da Ásia de 2015.